# 任继学
任继学（1926年1月—），男，汉族，吉林扶余人，中国中医内科学家，长春中医药大学附属医院主任医师，首届国医大师，白求恩奖章获得者。